# Montefalco
Montefalco település Olaszországban, Umbria régióban, Perugia megyében. Lakosainak száma 5357 fő (2023. január 1.). Montefalco Bevagna, Castel Ritaldi, Foligno, Gualdo Cattaneo, Giano dell'Umbria és Trevi községekkel határos.

## Népesség
A település lakossága az elmúlt években az alábbi módon változott:
| Lakosok száma | 5679 | 5577 | 5357 |
|               | 2015 | 2018 | 2023 |